# Denis Savenkov
Denis Savenkov (Bielorrusia, 17 de septiembre de 1983) es un gimnasta artístico bielorruso, medallista de bronce mundial en 2005 en la competición general individual.

## Carrera deportiva
En el Mundial de Melbourne 2005 gana el bronce en la general individual, tras las japoneses Hiroyuki Tomita (oro) y Hisashi Mizutori (plata).